# Hamurabi II
Hamurabi II (r. meados do século XVII a.C. - cronologia média) foi um rei obscuro de Iamade (Halabe) que provavelmente reinou após Ircabetum.

## Identidade
Hamurabi II foi confundido com Hamurabi III, um rei de Iamade mencionado como filho do rei de Halabe nos anais do rei hitita Hatusil I. Os tabletes de Alalaque AlT21 e 22 (naturalmente produzidos antes da destruição do sítio) mencionam Hamurabi como rei, enquanto o Hamurabi dos anais hititas (após a destruição da cidade) foi citado como filho do rei Iarinlim. Considerando que o sítio foi destruído enquanto Iarinlim III era rei, o Hamurabi dos tabletes AlT 21 e 22 não pode ser associado ao filho e sucessor de Iarinlim.

## Posição e sucessão
Nada (exceto sua existência) é conhecido sobre Hamurabi II. Sua filiação também é desconhecida, mas uma vez que é mencionado antes da destruição de Alalaque (e Iarinlim III foi rei durante e após a destruição) então ele pode ter sido sucedido por Iarinlim III (mas mesmo isso está sob debate).